# Rikard Warlenius
Rikard Olof Hjorth Warlenius, född 23 januari 1970 i Oscars församling, Stockholms län, är miljövetare, författare och tidigare journalist som mellan 2004 och 2009 chefredaktör för den syndikalistiska tidningen Arbetaren (tillsammans med Rebecka Bohlin). 2008 till 2011 satt Warlenius i styrelsen för föreningen Klimataktion, och mellan 2010 och 2013 i den gröna tankesmedjan Cogitos styrelse. 2012-15 var han ledamot av Vänsterpartiets ekologisk-ekonomiska programkommitté. 2014-2022 var han ledamot av Stockholms kommunfullmäktige för Vänsterpartiet. Warlenius är disputerad i humanekologi vid Lunds universitet och docent i samhällsvetenskapliga miljöstudier vid Göteborgs universitet, där han 2019-2024 arbetade som lektor i humanekologi vid Institutionen för globala studier. Sedan 2025 är Warlenius lektor i miljövetenskap vid Södertörns högskola. Han erhöll Juseks och tidningen Fokus Samhällsvetarpris för bästa uppsats inom samhällsvetenskap år 2011.